# بيتر ماكس لورانس
بيتر ماكس لورانس (بالإنجليزية: Peter Max Lawrence)‏ هو مخرج أمريكي، ولد في 19 مارس 1977 في توبيكا في الولايات المتحدة.

## وصلات خارجية
- الموقع الرسمي
- بيتر ماكس لورانس على موقع IMDb (الإنجليزية)